# Бановце-над-Ондавоу (район Михаловце)

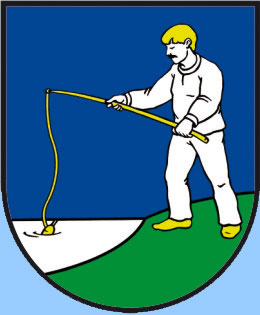
Герб деревни

Бановце-над-Ондавоу (словац. Bánovce nad Ondavou, венг. Bánóc) — деревня и община Михаловецкого района Кошицкого края, Словакии.
Расположена в центре Восточно-Словацкой низменности, при слиянии рек Топля и Ондава, в юго-западной части Поздишовской холмистой местности между городами Требишов и Михаловце.
Площадь — 12,24 км².
По состоянию на 31 декабря 2022 года население составляло 707 человек. Плотность — 57,76 чел. / км².

## История
Первое письменное упоминание о деревне относится к 1326 году. До 1918/1919 года принадлежала Венгерскому королевству , затем перешла в состав Чехословакии ,  сегодня Словакии.
В деревне есть почтовое отделение, железнодорожная станция и футбольное поле. 

## Население
| Год:                | 1994 | 2004 | 2014    | 2024    |
| ------------------- | ---- | ---- | ------- | ------- |
| Количество человек: | 754  | 754  | 726     | 701     |
| Разница:            |      | +0 % | −3,71 % | −3,44 % |

## Достопримечательности
- Реформистская церковь в неоклассическом стиле 1867 г., построенная на месте старой церкви 1610 г.
- Римско-католическая церковь 1998 года со старой восьмиугольной часовней . Рядом с церковью находится квадратная деревянная колокольня.